# Крутеньки
Круте́ньки (укр. Крутеньки) — село в Хотинской городской общине Днестровского района Черновицкой области Украины.
Население по переписи 2001 года составляло 1070 человек. Почтовый индекс — 60054. Телефонный код — 3731. Код КОАТУУ — 7325084801.

## История
В 1946 г. Указом ПВС УССР село Толбурени переименовано в Крутеньки.
До 2020 года входило в Хотинский район